# Pézenas

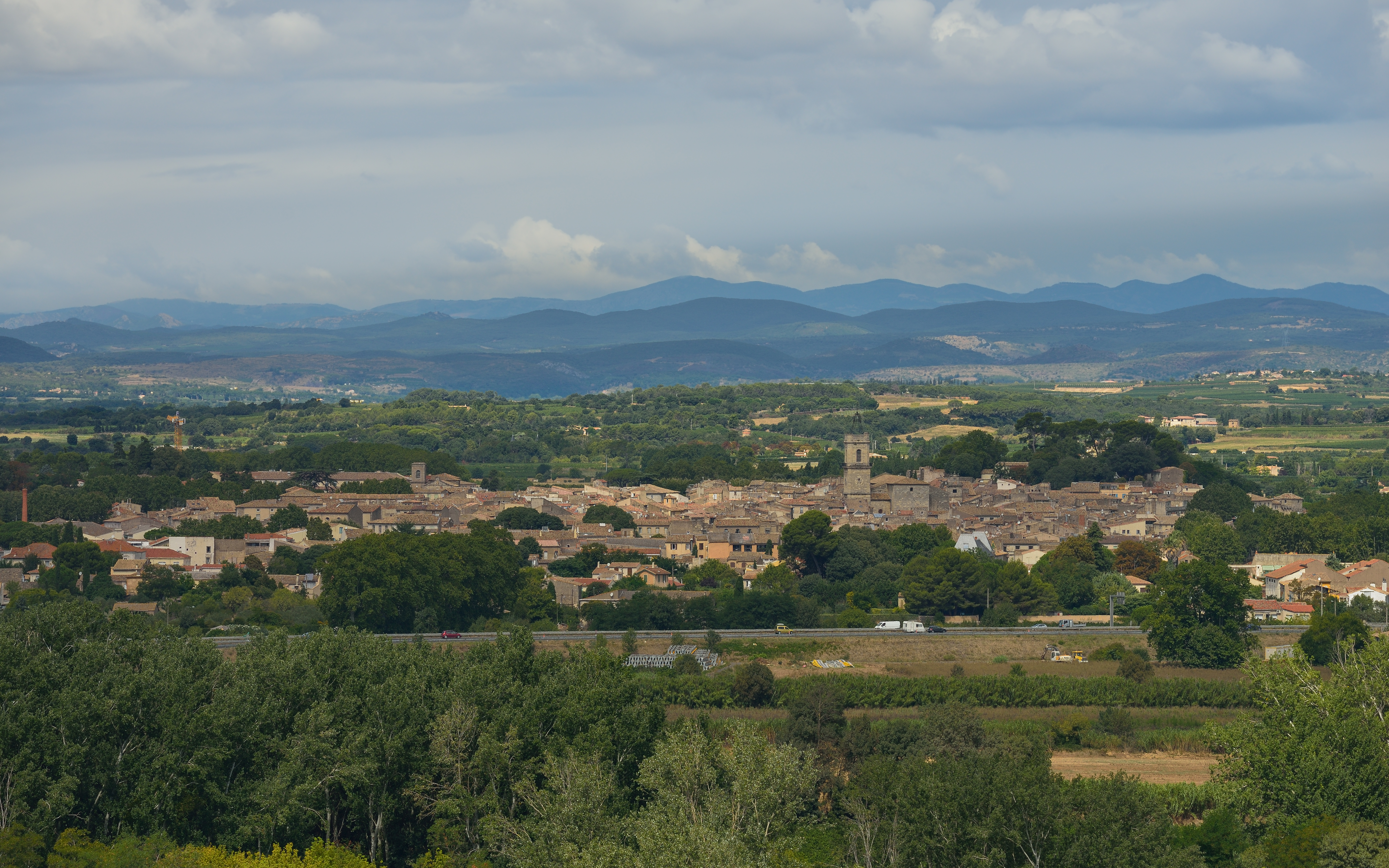

Pézenas este o comună în departamentul Hérault din sudul Franței. În 2009 avea o populație de 8.345 de locuitori.

## Evoluția populației
| An        | 1975  | 1982  | 1990  | 1999  | 2006  | 2009  |
| --------- | ----- | ----- | ----- | ----- | ----- | ----- |
| Populație | 7.707 | 7.519 | 7.613 | 7.443 | 8.484 | 8.345 |